# Michael Schmid (homme politique)
Pour les articles homonymes, voir Michael Schmid et Schmid.
Michael Schmid, né le 7 juin 1945 à Mühldorf am Inn, est un architecte et homme politique autrichien membre de l'Alliance pour l'avenir de l'Autriche (BZÖ).
Il est ministre fédéral des Transports entre février et novembre 2000.

## Biographie

### Formation et activités professionnelles
Il passe son Matura à Sankt Paul im Lavanttal, en Carinthie, en 1964. Il s'inscrit ensuite à l'université technique de Graz (TUG) et y étudie l'architecture.
Il travaille alors dans divers cabinets d'architectes à partir de 1968, obtenant son diplôme en 1975. Pendant les cinq années qui suivent, il occupe un poste de technicien. Il s'installe finalement à son compte, comme architecte, en 1980.

### De très rapides débuts en politique
Sa carrière politique décolle en 1989, lorsque le président fédéral du Parti de la liberté d'Autriche (FPÖ) Jörg Haider le choisit pour être président régional du FPÖ de Styrie alors qu'il n'a aucun mandat électoral. Son action dès ses débuts lui vaut le respect des cadres de la fédération régionale.
En 1990, il est choisi comme vice-présidente fédéral du Parti de la liberté, puis se fait élire député fédéral au Conseil national au cours des élections législatives du 7 octobre suivant.
Cependant, il démissionne dès le 21 octobre 1991, après avoir été nommé conseiller régional au Logement, à l'Urbanisme et à l'Aménagement du territoire du gouvernement régional de Styrie, dirigée par le Landeshauptmann conservateur Josef Krainer. C'est la première fois qu'un membre du FPÖ intègre l'exécutif de ce Land. Il est reconduit dans ses fonctions en 1996, quand Waltraud Klasnic prend la succession de Krainer.

### Bref ministre fédéral et mise en retrait
À la suite des élections législatives du 3 octobre 1999, le FPÖ forme une « coalition noire-bleue » avec le Parti populaire autrichien (ÖVP). Le 4 février 2000, Michael Schmid est nommé à 54 ans ministre fédéral des Transports, de l'Innovation et de la Technologie dans le premier gouvernement fédéral du conservateur Wolfgang Schüssel. Il renonce alors à siéger au gouvernement régional.
Il démissionne du gouvernement fédéral le 13 novembre 2000, afin d'assumer le fort recul enregistré par le Parti de la liberté aux élections régionales en Styrie un mois plus tôt, qui a perdu plus d'un tiers de ses voix en cinq ans. Monika Forstinger prend sa succession. Il renonce en 2001 à sa pension d'ancien ministre fédéral, après que le FPÖ a menacé de l'exclure s'il la conservait.

### Le retour avec la BZÖ
À partir de 2003, il travaille comme consultant politique auprès de Jörg Haider. Ce dernier le convainc de revenir dans le jeu politique en avril 2005, lors de la création de l'Alliance pour l'avenir de l'Autriche (BZÖ) : il le désigne chef de file aux élections régionales du 2 octobre suivant en Styrie. Sa candidature est un échec, puisque la BZÖ ne reçoit que 1,7 % des suffrages exprimés, mais elle empêche le FPÖ, qui tombe sous les 5 %, de se maintenir au Landtag. Il continue depuis de travailler comme consultant politique de l'Alliance pour l'avenir.